# Fuerza de empuje
La fuerza de empuje es una fuerza opuesta que aparece cuando se sumerge un cuerpo en un fluido. El módulo de esta viene dado por el peso del volumen del líquido desalojado de la parte total o parcial del cuerpo sumergido.
Se produce debido a que la presión de cualquier fluido en un punto determinado depende principalmente de la profundidad en que éste se encuentre (en otras palabras, a la cantidad de fluido que tenga encima).
Esta micro presión ejerce una fuerza sobre cualquier cuerpo sumergido en el fluido y tiene la propiedad de ser perpendicular a la superficie del cuerpo.
Si pensamos en un cuerpo cúbico sumergido es evidente que alguna de sus caras estará más profunda que el resto de ellas. Dado que la presión ejerce una fuerza sobre todas las caras sin importar cual sea y siempre perpendicular a esta, la fuerza que se ejerce sobre la cara más profunda es mayor que la fuerza sobre la cara menos profunda, lo que da como resultante una fuerza ascendente que es la fuerza de empuje.
En las caras laterales no ocurre esto ya que las fuerzas laterales se restan puesto que, punto a punto, se encuentran a la misma altura.

## Flotabilidad
La flotabilidad es la capacidad de un cuerpo para no  sostenerse dentro de un fluido. Este flota cuando la fuerza resultante de la presión ejercida en la parte inferior del cuerpo es superior a la fuerza resultante de su peso más la presión ejercida en la parte superior. El cuerpo sube hasta que ambas resultantes son iguales. Por ello los cuerpos que flotan no salen volando. En ocasiones la presión ejercida en la parte inferior es sólo debida al líquido en el que el cuerpo está inmerso. En cambio, la ejercida en la parte superior suele ser una parte debida al líquido que tiene parcialmente por encima y otra debida a la presión atmosférica, como es el caso de un iceberg, por ejemplo. La causa de la flotabilidad es la densidad del cuerpo. La causa de la flotabilidad es el agua desplazada. La causa de la flotabilidad es simplemente un balance de fuerzas (peso (gravedad) y presión ejercida por los fluidos que rodean al cuerpo).

## Principio de Arquímedes
El principio de Arquímedes es un principio físico que afirma: «Un cuerpo total o parcialmente sumergido en un fluido en reposo, experimenta un empuje vertical y hacia arriba igual al peso de la masa del volumen del fluido que desaloja».
Esta fuerza recibe el nombre de empuje hidrostático o de Arquímedes, y se mide en newtons (en el SI). El principio de Arquímedes se expresa con esta fórmula:
{\displaystyle {\displaystyle E=Pe\;V=\rho _{\text{f}}\;g\;V\;}}
o bien cuando se desea determinar para compararlo contra el peso del objeto:
{\displaystyle {\displaystyle \mathbf {E} =-Pe\;\mathbf {V} =-\rho _{\text{f}}\;\mathbf {g} \;V\;}}
Donde E es el empuje [N], Pe es el peso específico del fluido [N/m^3],1 ρf es la densidad del fluido, V el «volumen de fluido desplazado» por algún cuerpo sumergido parcial o totalmente en el mismo, g la aceleración de la gravedad y m la masa. De este modo, el empuje depende de la densidad del fluido, del volumen del cuerpo y de la gravedad existente en ese lugar. El empuje (en condiciones normales y descrito de modo simplificado) actúa verticalmente hacia arriba y está aplicado en el centro de gravedad del cuerpo; este punto recibe el nombre de centro de carena.
- Datos: Q5870714

.